# Templo de Apolo Palatino

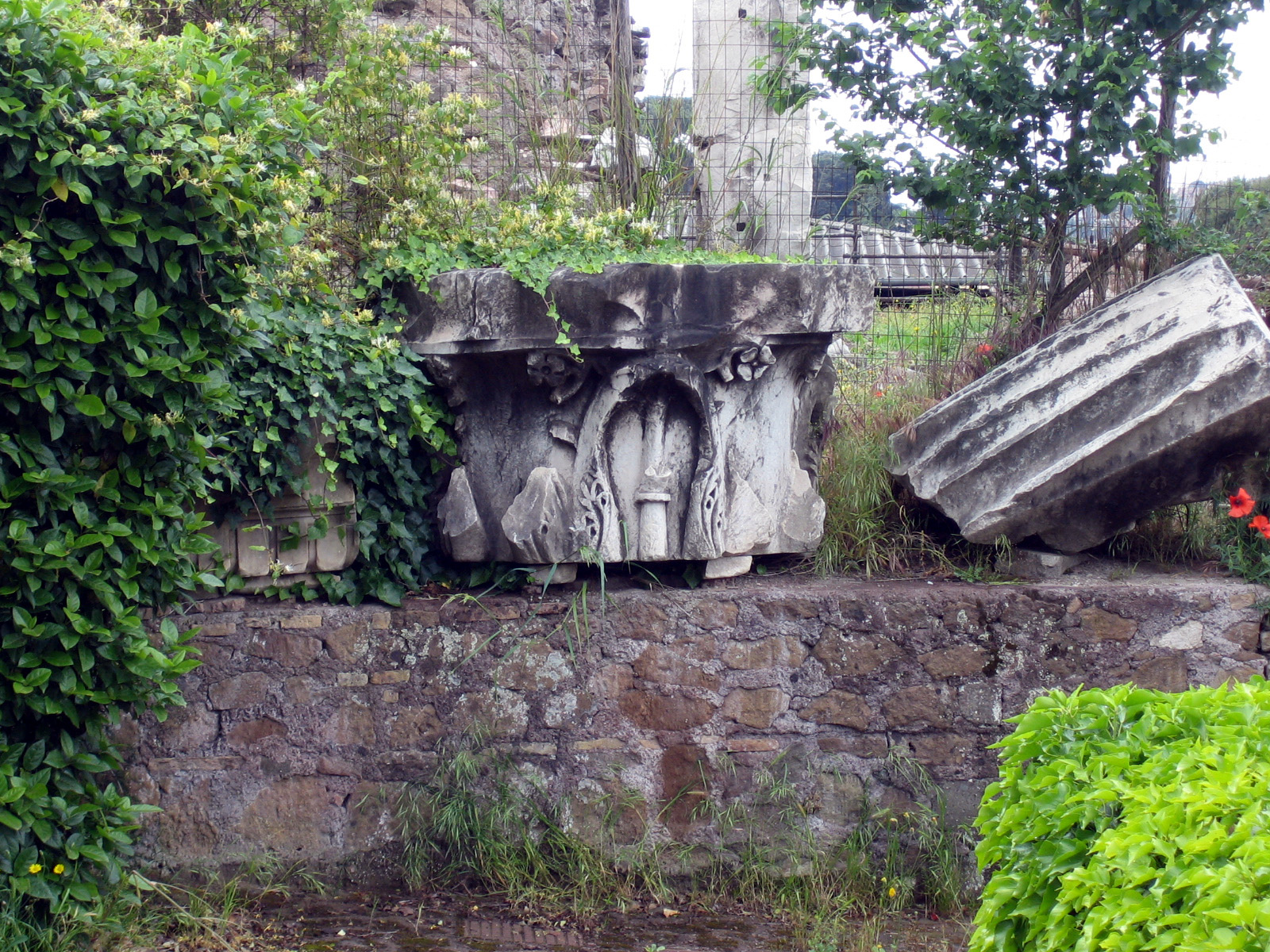
Capitel procedente del templo de Apolo Palatino.

El templo de Apolo Palatino (Apollo Palatinus) estaba situado en una de las siete colinas de Roma, en la colina Palatina, siendo el primero edificado por el Emperador César Augusto en honor al dios Apolo y el segundo dedicado a este dios en Roma después del templo de Apolo Sosiano. Estaba situado al lado del templo de Cibeles en el Palatino.

## Descripción
Los restos del edificio fueron excavados en los años 1960 por Gianfilippo Carettoni en un área escarpada inclinada hacia el Circo Máximo. El recinto del templo, el área Apollinis, era una terraza artificial de 70 x 30 m., apoyado en las subestructuras de opus quadratum. Contuvo un altar y el grupo escultórico «manada de Mirón», localizada junto a una basa elaborada. En la parte norte de la terraza del templo fue levantado en un podium alto, construyó en bloques de tosca y travertino en las piezas portadoras y a otra parte en el cemento. El templo en sí mismo estaba edificado en bloques de mármol de Carrara, con una fachada de columnas en el frente y la misma orden continuados en medias columnas contra las paredes exteriores.
En las excavaciones fueron recuperadas las diferentes losas policromadas de terracota mostrando diferentes temas mitológicos.
La biblioteca colindante (Biblioteca Apollinis), según la Forma Urbis, fue constituida a partir de dos pasillos, con las paredes adornadas por una fila de columnas.

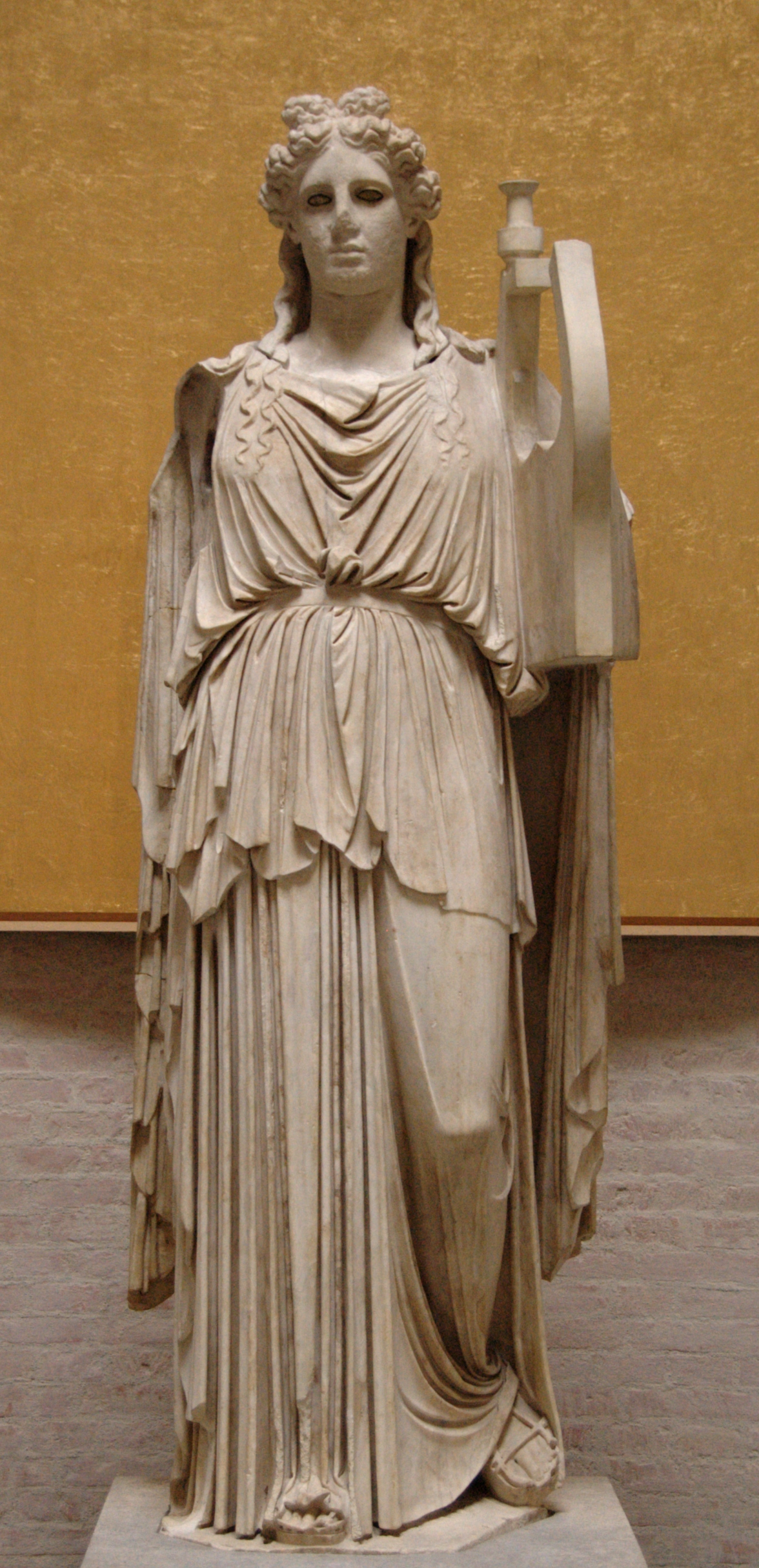
“Apolo Barberini”, probablemente una copia de la escultura del templo.